# Landowska (krater)
För andra betydelser, se Landowska.
Landowska är en nedslagskrater med en diameter på 33 kilometer, på planeten Venus. Landowska har fått sitt namn efter pianisten Wanda Landowska.